# Blesovce
Blesovce (allemand : Blesowitz, Plesowitz, hongrois : Bel(l)esz) est un village du Topoľčany District situé dans la région de Nitra, en Slovaquie et possédant 396 habitants.

## Histoire
Première mention écrite du village en 1262.

## Démographie

### Évolution de la population
| Année:               | 1994. | 2004.   | 2014.    | 2024.   |
| -------------------- | ----- | ------- | -------- | ------- |
| Nombre de personnes: | 377   | 396     | 345      | 330     |
| Différence:          |       | +5,03 % | -12,87 % | -4,34 % |

| Année:               | 2023. | 2024.   |
| -------------------- | ----- | ------- |
| Nombre de personnes: | 335   | 330     |
| Différence:          |       | -1,49 % |